# The Creator
The Creator er en amerikansk film fra 2023 af Gareth Edwards.

## Medvirkende
- John David Washington som Joshua
- Gemma Chan som Maya
- Ken Watanabe som Harun
- Sturgill Simpson som Shipley
- Madeleine Yuna Voyles som Alfie
- Allison Janney som Howell
- Ralph Ineson som Andrews